# Ourisia vulcanica
Ourisia vulcanica är en grobladsväxtart som beskrevs av Lucy Beatrice Moore. Ourisia vulcanica ingår i släktet Ourisia och familjen grobladsväxter. Inga underarter finns listade i Catalogue of Life.